# Семёнов, Виктор Константинович
Виктор Константинович Семёнов (род. 14 сентября 1993 года) — мастер спорта России международного класса (подводное ориентирование).

## Карьера
Тренируется в Новосибирском центре высшего спортивного мастерства у И. А. Шахова.
Серебряный призёр Кубка мира, двукратный победитель первенства Европы,
двукратный чемпион России
С чемпионата мира 2015 года привёз три бронзовых награды.
Спортсмен-инструктор отделения подводного спорта Новосибирского центра высшего спортивного мастерства.